# Makromutation
Als Makromutation oder Großmutation wird eine Mutation bezeichnet, die mehrere Merkmale betrifft und dabei die Evolution voranbringen soll. Eine genaue Definition ist schwierig. Ihr Vorkommen und ihre Bedeutung sind umstritten.
Die Idee von Großmutationen kam bereits im 19. Jahrhundert auf. Bedeutende Vertreter waren später Otto Heinrich Schindewolf und Richard Goldschmidt mit seinen hopeful monsters, durch Makromutationen entstandene große Abweichungen, die den Ausgangspunkt für neue Evolutionslinien bilden sollten. Für Goldschmidt entstanden neue Arten durch Saltationen (Sprünge), genetische Veränderungen, die sich in ihrem Charakter deutlich von den Veränderungen innerhalb einer Art unterscheiden sollten. Auch die Mutationstheorie von Hugo de Vries sah Makromutationen als Ursache für die Entstehung von neuen Arten.
Ernst Mayr lehnte das Konzept der Makromutationen, wie sie Goldschmidt vertrat, vehement ab. Nach Douglas J. Futuyma gibt es keinen Grund zur Annahme, dass die Entstehung von Arten und höheren Taxa (Makroevolution) andere Formen von genetischer und entwicklungsbiologischer Veränderung benötigt als die Mikroevolution. In modernen Lehrbüchern der Evolutionsbiologie kommt der Begriff nicht mehr vor.
Allerdings wird der Begriff durchaus noch verwendet.